# Leptoneta taramellii
Leptoneta taramellii là một loài nhện trong họ Leptonetidae.
Loài này thuộc chi Leptoneta. Leptoneta taramellii được Carl Friedrich Roewer miêu tả năm 1956.